# Brocoli
Brassica oleracea var. italica
Pour l’article ayant un titre homophone, voir Broccoli.
Variété
Synonymes
- Brassica oleracea L. var. cymosa Duchesne (1785)[réf. souhaitée]
- Brassica oleracea italica (Plenck 1794)[2]

Le brocoli est une variété de chou originaire de Sicile. Il fut sélectionné par les Romains à partir du chou sauvage. Ceux-ci l'appréciaient beaucoup et la cuisine italienne l'utilise beaucoup.
Le brocoli présente une tige centrale ferme ramifiée en petits bouquets qui, à la floraison, sont parsemés de minuscules fleurs jaunes. On le cueille avant l'éclosion de ses fleurs jaunes.
Le mot « brocoli » est dérivé du latin bracchium signifiant « branche », en référence à la forme du légume qui fait penser à des arbres miniatures. Habituellement de couleur vert foncé à vert sauge, le brocoli peut aussi être blanc ou pourpre (violacé).

## Variétés

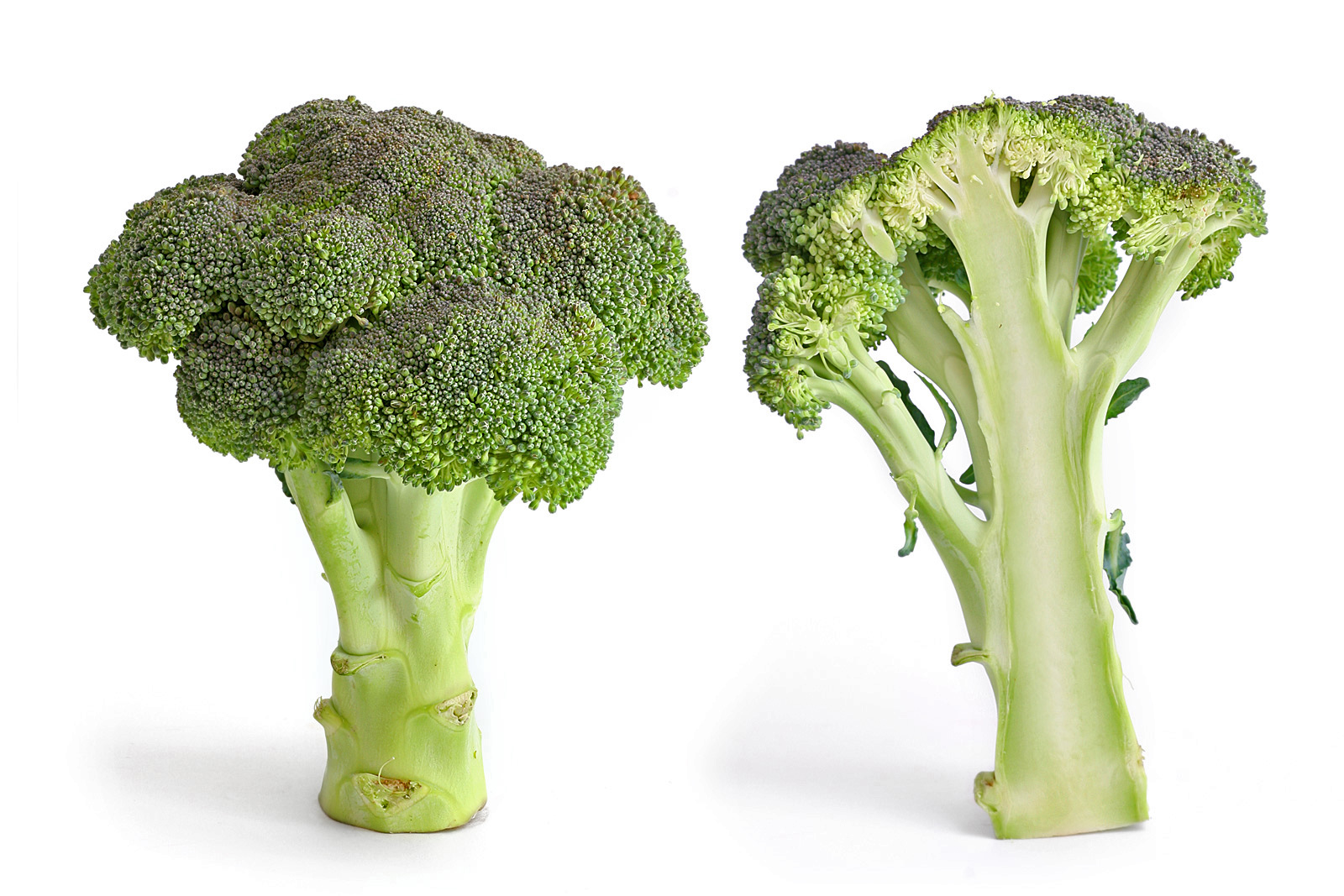
Inflorescence de brocoli et section.

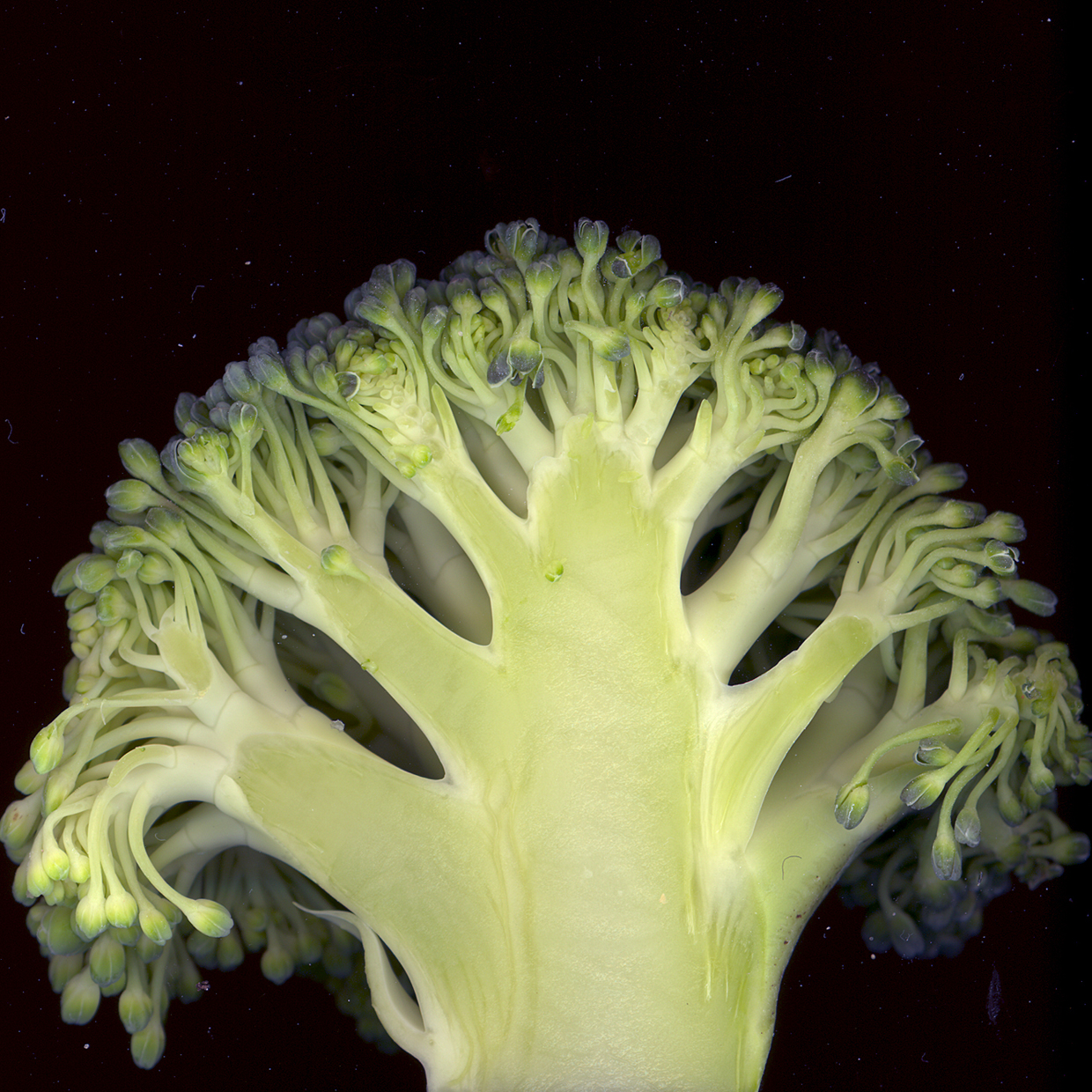
Coupe longitudinale d'une inflorescence comestible de brocoli.

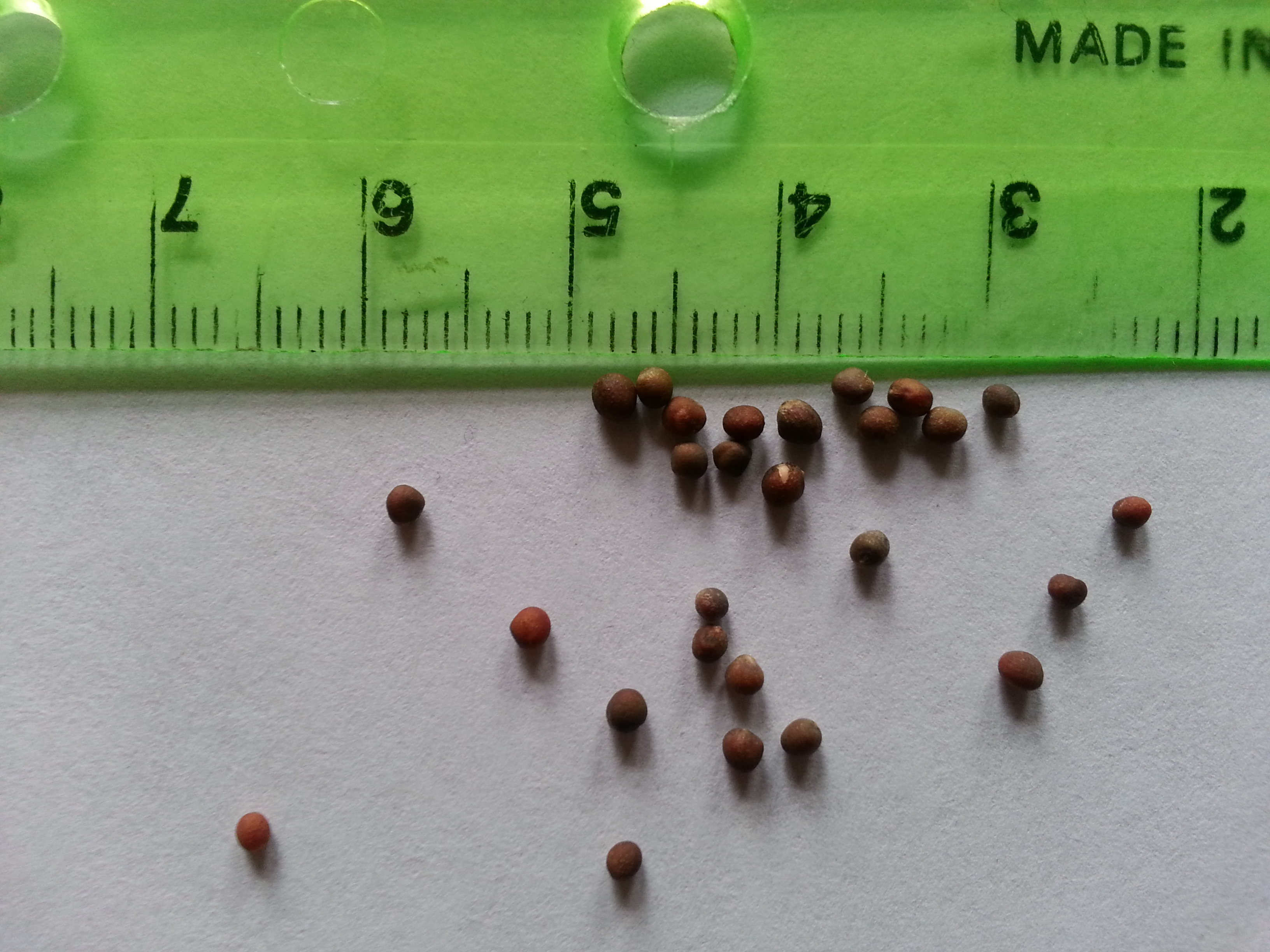
Graines de brocoli.

Il existe deux groupes de variétés de brocoli cultivés[réf. nécessaire] :
- le chou brocoli annuel ;
- le brocoli à jets.

La partie comestible, appelée pomme, est originellement verte, mais des variétés blanche ou pourpre ont été sélectionnées par la suite.
À fort grossissement et en effectuant une coupe, on peut observer les fleurs du brocoli qui selon leur position dans l'inflorescence sont en boutons ou parfois pratiquement écloses. C'est la couleur des pétales qui donne à la pomme de brocoli mûre sa couleur parfois jaune et parfois d'un beau bleu.
En 2023, plus de quarante variétés sont inscrites au catalogue officiel français.

## Histoire
Le brocoli est issu de la sélection de variétés locales de Brassica oleracea dans le nord de la Méditerranée à partir d’environ le VIe siècle av. J.-C. Le brocoli trouve son origine dans des cultivars primitifs cultivés sous l’Empire romain et a très probablement été amélioré par sélection artificielle dans le sud de la péninsule italienne ou en Sicile. Le brocoli s’est répandu en Europe du Nord au XVIIIe siècle et a été introduit en Amérique du Nord au XIXe siècle par des immigrants italiens. Après la Seconde Guerre mondiale, la sélection d’hybrides F1 américains et japonais a permis d’augmenter les rendements, la qualité, la rapidité de croissance et l’adaptation régionale, ce qui a donné les cultivars couramment cultivés depuis lors : "Premium Crop", "Packman" et "Marathon".

## Étymologie
Le mot brocoli, utilisé pour la première fois au XVIIe siècle, vient du pluriel italien de broccolo, qui signifie "la pousse fleurie d’un chou", et est la forme diminutive de brocco, signifiant "petit clou" ou "pousse".

## Cuisine
Pour la cuisine, le brocoli doit avoir des grains fins, des têtes fermes et bien serrées, bien vertes, tirant un peu sur le bleu ou le violet[réf. nécessaire]. On consomme les fleurs en boutons, ou tout juste fleuries, ainsi que les tiges encore tendres. On peut les faire sauter dans un wok avec des carottes coupées façon julienne.

## Santé

### Valeur nutritionnelle
Valeur nutritive pour 100 g de brocoli cuit :
- Kilocalories : 28,7
- Protéines : 2,1 g
- Glucides : 2,8 g
- Lipides : 0,5 g
- Eau : 92 %
- Fibres : 2,2 g, abondance facilitant le transit intestinal (3 % en poids de cellulose). Il contient aussi d'autres composés glucidiques légèrement laxatifs.

Vitamines et minéraux :
- Calcium : 55,8 mg
- β-carotène : 312 µg
- Vitamine A : 0 mg
- Vitamine B9 : 0,102 mg
- Vitamine B2 : 0,08 mg
- Vitamine C : 37,3 mg
- Vitamine E : 1,03 mg
- Vitamine K : 141 µg
- Potassium : 148 mg
- Fer : < 1 mg
- Magnésium : 11,5 mg
- Phosphore : 56 mg
- Soufre : 143 mg

Le brocoli, composé à 92 % d'eau, est un aliment peu énergétique, mais il possède en revanche de nombreux minéraux.

### Propriétés médicinales

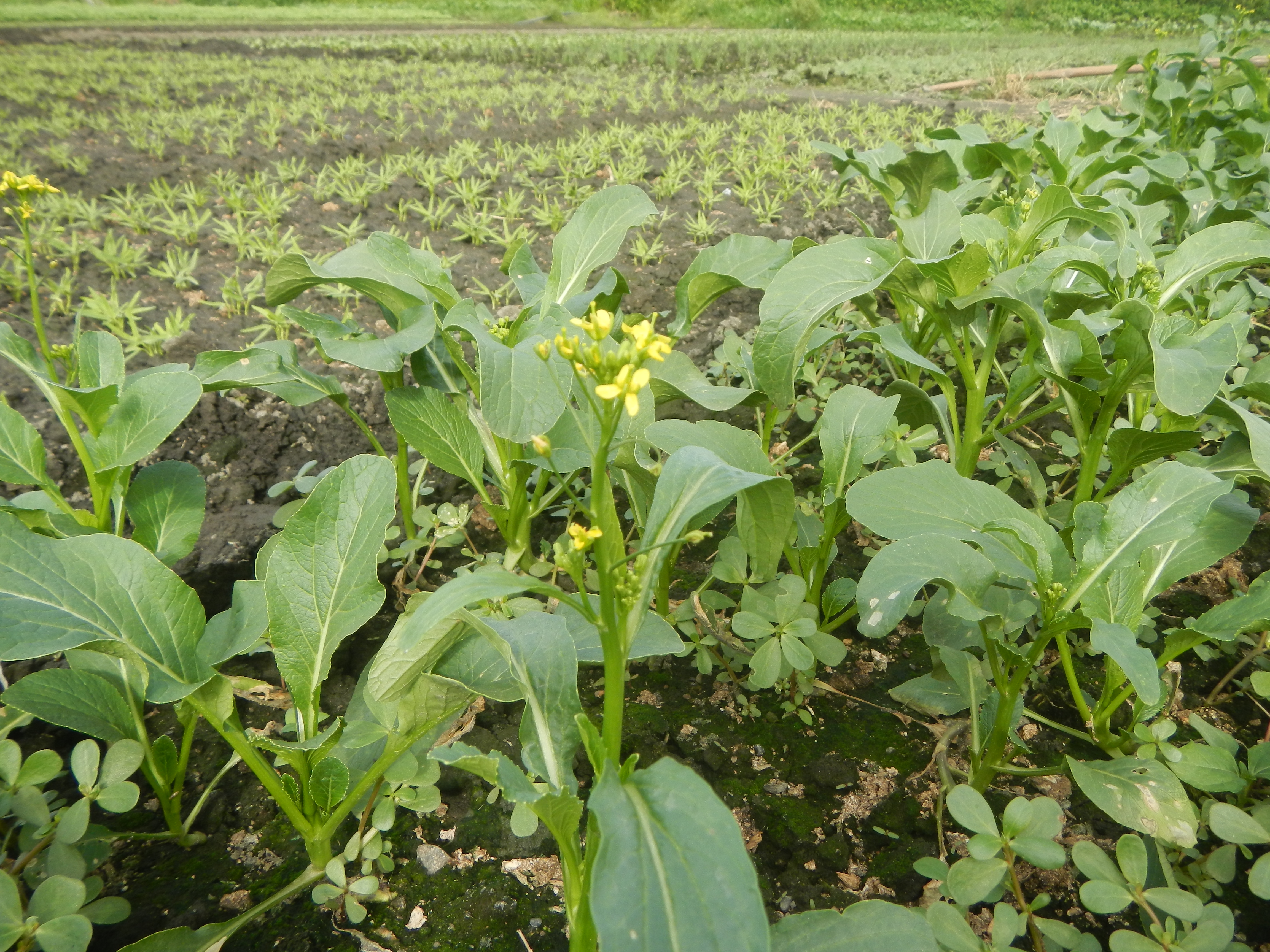
Le brocoli chinois est apprécié pour toutes ses parties, et particulièrement ses tiges.

Le brocoli est dans la médecine traditionnelle chinoise, considéré comme aliment neutre (平和质), c'est-à-dire ni yin, ni yang, il ne risquerait donc pas de déséquilibrer ces aspects.
Selon une étude japonaise, la consommation régulière de pousses de brocolis réduirait la fréquence des infections à l'Helicobacter pylori.

#### Cancer
Comme l'ont démontré différentes études, le brocoli, comme la majorité des brassicacées (Brassicaceae) appelés autrefois crucifères, permet de lutter contre le cancer,.
Il a en effet une action préventive pour certains cancers, principalement le cancer du côlon, de l'estomac, du rectum et du poumon, grâce aux fibres et aux composés soufrés et d'autres antioxydants : indoles, sulforaphane, glutathion, quercétine, β-carotène, brocoline (alcaloïde typique du brocoli : ces substances ont la propriété de neutraliser certains composés toxiques présents dans l'organisme (radicaux libres).
Les effets rapportés dépendent des études et de nombreux facteurs contextuels dont notamment la fréquence de consommation du brocoli. Des études publiées sur U.S. National Library of Medicine,,,,, tendent à  montrer que la consommation régulière de brocoli (ainsi que d'autres légumes de la famille des crucifères tels que le chou-fleur, le chou, les choux de Bruxelles) pourrait prévenir certains cancers : cancers du poumon, de l'ovaire, de la prostate, du rein, et d'autres. Consommé plusieurs fois par semaine, le brocoli peut réduire le risque de cancer colorectal, de l'estomac, du poumon, de la prostate et le cancer du sein, même chez les femmes préménopausées.
Ce légume pourrait même être bénéfique aux personnes déjà atteintes d'un cancer, en augmentant leur chance de survie, ainsi qu'une étude sur l'évolution du cancer de la vessie et une autre sur l'évolution du cancer du sein, en fonction de la consommation de brocoli et d'autres brassicacées, ont permis d'en émettre l'hypothèse.

#### Maladies cardiovasculaires
Une consommation quotidienne de crucifère serait associée à une réduction d'homocystéine dans le sang, ce qui pourrait réduire le risque de maladies cardiovasculaires. Chez les femmes ménopausées, la consommation de brocoli est associée à un risque plus faible de décès par la maladie cardio-vasculaire même chez les femmes déjà diagnostiquées avec la maladie. La consommation de cinq portions ou plus de brocoli par semaine chez les femmes réduit considérablement le risque de mortalité par maladie cardiovasculaire par rapport à la faible consommation .

## Symbolique

### Calendrier républicain
- Dans le calendrier républicain, le Brocoli était le nom attribué au 12e jour du mois de pluviôse[23].